# Kathedraal van de Ontslapenis van de Moeder Gods (Toela-kremlin)
De Kathedraal van de Ontslapenis van de Moeder Gods (Russisch: Успенский собор) in het kremlin van Toela is een Russisch-orthodoxe kathedraal in Toela. De kathedraal staat niet ver van de ingang van de Kazanertoren en is de bekendste kerk van de stad. De kathedraal moet niet worden verward met de gelijknamige kathedraal buiten het kremlin.

## Geschiedenis
Sinds de bouw van het Toelaër kremlin in de beginjaren van de 16e eeuw stonden op de plek meerdere kathedralen. Met de bouw van de huidige kathedraal werd op 7 mei 1762 begonnen. De wijding vond plaats op 19 oktober 1766. Zes jaar later begon men met de bouw van een grote klokkentoren. In 1781 kwam de 70 meter hoge toren gereed en werden er 22 klokken in opgehangen. Aan de toren werden twee kapellen gevoegd, waarvan één kapel gewijd werd aan Johannes Chrysostomus. In de jaren 1765-1767 werd het interieur van de kerk door de beroemde schilders uit Jaroslavl van decoratie voorzien. In de kerk worden drie banieren bewaard van de Toela Militie uit de jaren 1812-1814 en elf banieren van de troepen die deelnamen aan de Krimoorlog (1853-1856).

## Sovjet-periode
In de Sovjet-tijd werd de kerk gesloten en diende als opslagplaats. In 1936 brak er brand uit in de klokkentoren. Na de brand werd de toren gesloopt.

## Heropening
In 1991 werd de kerk overgedragen aan het bisdom van Toela. De kerk heeft nadien een restauratie ondergaan.